# Makamhaji
Makamhaji is een bestuurslaag in het regentschap Sukoharjo van de provincie Midden-Java, Indonesië. Makamhaji telt 20.635 inwoners (volkstelling 2010).